# Diego Calvo Fonseca
Diego Gerardo Calvo Fonseca (Carrizal, Alajuela, 25 de marzo de 1991), conocido como Diego Calvo (AFI: 'djeγo 'kalβo), es un futbolista costarricense que juega de extremo izquierdo, actualmente está sin equipo.
Inició su carrera jugando para Liga Deportiva Alajuelense en 2010 y luego pasó al Vålerenga Fotball de la Tippeligaen en el año 2013. En 2014 fue cedido en condición de préstamo al IFK Göteborg de Suecia, y permaneció una temporada hasta recalar de nuevo en el conjunto noruego. Volvió a Alajuelense en 2015, pero finalizó su contrato tras no ser renovado. Se incorporó al histórico rival de su exequipo en 2016, el Deportivo Saprissa. En septiembre de ese año fue enviado a préstamo nuevamente, esta vez al Pérez Zeledón. A partir de diciembre firmó con el Cartaginés pero en enero de 2017 se confirmó su salida, sin haber disputado un partido oficial.
A lo largo de su carrera profesional ha obtenido a nivel de clubes cuatro campeonatos de liga costarricense: el Torneo de Invierno 2010, Verano 2011 y los Inviernos 2011 y 2012. También logró los subcampeonatos del Verano e Invierno de 2015. Igualmente, triunfó en la edición de la Supercopa de Costa Rica en 2012. En Suecia consiguió con el IFK Göteborg el subcampeonato de la Allsvenskan 2014. Individualmente fue acreedor del mejor gol de la temporada 2012-13 de la Concacaf Liga de Campeones, superando a varios candidatos en la votación.
Es internacional absoluto con la selección costarricense desde el 22 de marzo de 2013. Calvo fue parte de la histórica participación de su país en el mundial de Brasil 2014, en el cual alcanzaron los cuartos de final y saliendo de manera invicta del mismo. Además, se destaca su actuación en el mundial de categoría sub-20 en Colombia 2011.

## Trayectoria

### Inicios
Nació en Carrizal de Alajuela el 25 de marzo de 1991. Es hijo de una madre soltera, quien debía trabajar para mantenerlo. Después de tener tres meses de vida, la licencia de embarazo de su madre expiró y por lo tanto, su abuela se encargó de cuidarlo. Cuando Diego creció anheló el sueño de poder ser futbolista profesional, a pesar de que Marisol, su madre, quería que fuera nadador. Finalmente, la decisión de Calvo fue más fuerte que desde allí surgió el primer problema, Diego ya hasta había encontrado un equipo para entrenar, pero no tenía los artículos necesarios para ir a su primera práctica con apenas cuatro años. El atacante mantuvo su pasión por el deporte durante todo su periodo de desarrollo, pero surgió otra afición, la cual fue a las bicicletas, en especial una de color rosa que es recordada por toda su familia y vecinos en Carrizal. Esto se debió a la originalidad que poseía y la forma de apreciación de Calvo. Sin embargo, el gusto por el ciclismo mermó y continuó avanzando en las divisiones inferiores de Liga Deportiva Alajuelense.

### L.D. Alajuelense

#### Temporada 2010-2011
Diego Calvo progresó de forma positiva y fue ascendido al primer equipo de Alajuelense. Su debut oficial se llevó a cabo el 24 de julio de 2010, en la primera fecha del Campeonato de Invierno y participó los 90 minutos en la victoria 2-0 frente al Cartaginés. El 4 de agosto, disputó su primer clásico costarricense contra el Deportivo Saprissa en el Estadio Ricardo Saprissa; encuentro que finalizó empatado 0-0. Al término de la fase regular del torneo, jugó 8 partidos y en 6 oportunidades quedó en la suplencia. Por su parte, Alajuelense llegó de primer lugar en la tabla general de posiciones, por lo que clasificó a la siguiente etapa. Diego no fue convocado en estas instancias. Su club derrotó de forma exitosa al Pérez Zeledón en los cuartos de final, luego venció al Cartaginés en semifinales y por último, se coronó campeón al ganar 5-4 en tanda de penales sobre el Herediano. Con estos resultados, el jugador ganó su primer título y la número «25» para Alajuelense.
El Campeonato de Verano 2011 fue de menor regularidad para el futbolista, ya que solo jugó cinco partidos de la fase de clasificación y en dos veces quedó en el banquillo, sin ser tomado en consideración por el entrenador Óscar Ramírez. Su equipo alcanzó el segundo lugar de la competición y enfrentó de nuevo al Pérez Zeledón en cuartos de final; encuentros que finalizaron 1-1 y 1-0. Posteriormente, Alajuelense disputó las semifinales contra Herediano; en la ida salieron derrotados con cifras de 4-2 del Estadio Rosabal Cordero, sin Calvo en esta serie. En el juego de vuelta, Diego permaneció entre los suplentes y el conjunto manudo avanzó tras vencer a los florenses con marcador de 4-0. El extremo de Alajuelense estuvo en las opciones de reemplazo en los partidos de final. La escuadra rojinegra ganó estas series con victorias 0-1 y 1-0 ante San Carlos, y de esta manera, obtuvo el campeonato «26» en la historia y el segundo consecutivo para Diego.

#### Temporada 2011-2012
El 31 de julio dio inicio el Torneo de Invierno 2011, pero el futbolista no se encontró en la nómina contra Pérez Zeledón, debido al partido de la selección sub-20 en el Mundial de Colombia. Regresó el 9 de octubre en la fecha 15 y participó 45 minutos en la derrota 0-1 ante el Puntarenas. El 18 de octubre, hizo su debut en la Concacaf Liga de Campeones para enfrentar en la última jornada al Monarcas Morelia de México; actuó por 13 minutos y su club sufrió una pérdida de 2-1, por lo que quedaron eliminados en fase de grupos. Al terminar la primera etapa del campeonato local, Calvo apareció únicamente por cuatro juegos, y Alajuelense avanzó de segundo puesto. Las semifinales se llevaron a cabo contra su acérrimo rival, el Deportivo Saprissa, en las cuales terminaron con una victoria 0-1 en la ida y empate 2-2 en la vuelta. La final de ida se desarrolló ante el Herediano, su equipo consiguió un empate 1-1 y en la vuelta terminó definiéndose en la tanda de penales; el resultado definitivo acabó 5-6 y por consiguiente, Diego ganó un nuevo campeonato y el número «27» de la institución manuda.
El Campeonato de Verano 2012 prosperó mejor para el atacante. Participó en su primer juego el 22 de enero, en el partido frente al Cartaginés en el Estadio Nacional, donde su club perdió con marcador de 0-1. Anotó el primer gol en su carrera profesional el 24 de marzo en el clásico provincial contra Herediano. En total registró cinco asistencias y jugó 12 encuentros. Sin embargo, su equipo no pudo avanzar a las semifinales tras acabar en el quinto lugar de la tabla de posiciones, y de esta manera terminó la hegemonía manuda por haber obtenido tres títulos consecutivos.

#### Temporada 2012-2013
El 22 de julio de 2012, se efectuó la Supercopa de Costa Rica en la cual el campeón de Invierno 2011 enfrentó al campeón de Verano 2012; este juego se dio en el Estadio Nacional ante el Club Sport Herediano. Calvo entró como variante por Anderson Andrade al minuto 85' y el conjunto rojinegro triunfó con el resultado de 0-2.
Tres días después se inauguró el Torneo de Invierno 2012 contra el recién ascendido a primera división, el Uruguay de Coronado; el encuentro se realizó en el Estadio Morera Soto, Diego jugó los 90 minutos y anotó al minuto 42' para la victoria 2-0. A mediados de agosto sufrió una lesión en la ingle que le impidió participar en dos partidos. El 23 de agosto, se llevó a cabo la Concacaf Liga de Campeones, donde su club fue ubicado en el grupo 6 junto con el Tigres UANL de México y el Real Estelí de Nicaragua. El partido de debut fue en el Estadio Morera Soto contra los universitarios, el atacante actuó por 71 minutos y marcó un gol; sin embargo, el resultado terminó 2-2. Luego disputó uno de los dos juegos frente a la escuadra nicaragüense, y su equipo triunfó 0-1 y 1-0. Posteriormente, Alajuelense quedaría eliminado del torneo regional tras la pérdida 5-0 ante los mexicanos. En la competición nacional, el extremo hizo su segunda anotación el 14 de octubre contra el Santos de Guápiles. Al finalizar la etapa regular, el futbolista contabilizó 2 goles y 4 asistencias, y su club logró el pase a la siguiente fase tras acabar de líder. El 5 de diciembre, se desarrolló el encuentro de ida de la semifinal frente a Limón, de visitante en el Estadio Nacional; el único tanto lo consiguió su compañero Johnny Acosta para el resultado 0-1. La vuelta terminó con empate y los manudos avanzaron a la siguiente instancia. La final se dio ante el Herediano en el Estadio Rosabal Cordero, Diego quedó en el banquillo en la victoria 1-2. Para el partido de vuelta, se definió en los tiempos extras y terminó con empate 1-1. El jugador estuvo los 120 minutos, ganó su cuarto título y el club obtuvo el «28» en su historia.
Óscar Ramírez decidió dejar el puesto de entrenador de cara al Campeonato de Verano 2013 y en su lugar fue reemplazado por Luis Roberto Sibaja. La primera jornada se efectuó el 13 de enero en el Estadio Morera Soto; Calvo jugó los 90 minutos en el empate 0-0 contra Belén. Debido a la pérdida con marcador de 3-1 frente a Carmelita en la cuarta fecha, el director técnico Sibaja fue rescindido y el uruguayo Manuel Keosseian se hizo cargo de Alajuelense por el resto de la competición. El 17 de febrero, Diego asistió a sus compañeros para los goles de la victoria 3-1 frente a su rival Saprissa. El 16 de marzo, fue último encuentro como futbolista manudo, anotó un tanto en el empate 2-2 ante Limón y días después se incorporó al Vålerenga de Noruega.

### Vålerenga Oslo IF

#### Temporada 2013
Calvo debutó como legionario el 5 de abril de 2013 en la Tippeligaen contra Odd Grenland en el Skagerak Arena; sin embargo, su equipo noruego salió derrotado 2-0. El delantero recibió tarjeta amarilla al minuto 84'. Participó en la primera ronda de la Copa de Noruega frente al Frigg Oslo, y obtuvo la victoria con cifras de 1-6. Luego se llevó a cabo la segunda ronda, en la cual el futbolista marcó un gol y asistió a su compañero Aaron Samuel Olanare para el nuevo triunfo 1-8 sobre el Ullern IF de la cuarta división. Diego consiguió su primer tanto en la liga el 3 de mayo, frente al Sandnes Ulf al minuto 8', y el marcador terminó 1-2 a favor de su club. En la tercera ronda de la copa, el jugador logró su primer doblete al marcarlo ante el Asker FH, lo que permitió avanzar a la siguiente fase. El 26 de junio, se dio los octavos de final, Diego volvió a brindar una asistencia, siendo esta vez hacia Daniel Fredheim, en el triunfo 3-1. Por último, Calvo no fue convocado para los cuartos de final en los cuales su equipo perdió 2-1 ante el Rosenborg. Al finalizar la temporada, el Vålerenga obtuvo el undécimo lugar. Por su parte, el futbolista registró siete asistencias y cuatro goles, tanto en copa como en liga.

#### Temporada 2014
La primera fecha de la Tippeligaen 2014 se desarrolló el 28 de marzo, en la cual su club enfrentó al Molde FK en el Aker Stadion. No obstante, Diego quedó en el banquillo en la pérdida de 2-0. Debutó el 6 de abril ante el Bodø/Glimt y dio un pase a Viðar Kjartansson en la victoria 3-1. La primera ronda de la copa de Noruega se efectuó contra el Nordstrand IF, y su equipo goleó con cifras de 0-5. Posteriormente, en la segunda fase frente a Elverum, Calvo participó 67 minutos. Sin embargo, no volvió a aparecer en las alineaciones de su equipo debido a la convocatoria de la Selección de Costa Rica, con miras hacia al Mundial de 2014. A finales de julio, regresó a su club y jugó tres partidos más. En agosto de ese año, salió en condición de cedido al IFK Göteborg de Suecia.

### IFK Göteborg
Diego Calvo llegó al IFK Göteborg por un año. El futbolista tuvo poca regularidad en el equipo y su primer partido fue ante el Kalmar FF el 31 de agosto, donde obtuvo la victoria 2-0. Diego jugó un minuto. Calvo marcó un doblete en la primera ronda de la Copa de Suecia frente al Assyriska Turabdin; el marcador fue de 0-5 a favor de su club. El jugador fue asignado a la liga sub-21 y tuvo actuación por cinco encuentros, además marcó dos goles sobre el Djurgårdens. En octubre de 2014 volvió al conjunto absoluto, pero no fue convocado para los últimos partidos. El 1 de noviembre terminó la temporada y su equipo salió subcampeón de la Allsvenskan. Con esto, regresó al club noruego, el cual también terminó el campeonato y se desvinculó del mismo al año siguiente.

### L.D. Alajuelense

#### Temporada 2014-2015
El futbolista regresó a Liga Deportiva Alajuelense en febrero de 2015. Se perdió tres juegos por no poseer la autorización para participar. Debutó en la jornada 10 del Campeonato de Verano el 18 de febrero contra Limón, y se desempeñó 35 minutos en la derrota 1-2. El 26 de febrero, se llevó a cabo los cuartos de final de la Concacaf Liga de Campeones ante el D.C. United de Estados Unidos; Diego entró como sustitución por Johan Venegas al minuto 57' y el conjunto rojinegro triunfó 5-2. Luego sufrió una contusión muscular que le impidió jugar el encuentro de vuelta; a pesar de la derrota 2-1 en territorio estadounidense, su club avanzó a la siguiente ronda. El 18 de marzo, se desarrolló el cotejo de ida de las semifinales, Alajuelense enfrentó al Montreal Impact en el Estadio Olímpico, Calvo estuvo por 37 minutos y su conjunto perdió 2-0. Finalmente, la vuelta terminó con victoria 4-2, sin embargo, el criterio de desempate de los goles fuera de casa, pesó para que los canadienses avanzaran a la siguiente instancia. El futbolista hizo su primer gol el 15 de abril, partido en el cual su equipo disputó la jornada 18 ante la Universidad de Costa Rica; el marcador quedó igualado a dos tantos. Al finalizar la etapa de clasificación, el equipo manudo entró de cuarto lugar en la tabla de posiciones. Las semifinales por el campeonato nacional se desarrollaron contra el Deportivo Saprissa, quienes terminaron de primer puesto, Diego quedó en la suplencia y su compañero Jonathan McDonald marcó un doblete para el triunfo 2-0 de local. Aunque en la vuelta acabó con una pérdida 1-0, su club avanzó a la última fase por el marcador global de 1-2. La final de ida se dio el 19 de mayo y la vuelta el 23 de ese mes contra el Herediano; ambas series terminaron empatadas y el ganador se decidió por la vía de los penales. Finalmente, los rojiamarillos vencieron a los liguistas con cifras de 5-4, por lo que obtuvieron el subcampeonato del torneo.

#### Temporada 2015-2016
El conjunto manudo cambió de entrenador y nombró al colombiano Hernán Torres. El 6 de julio de 2015, marcó el inicio del Torneo de Copa y Alajuelense enfrentó a Turrialba por la primera fase. El delantero hizo un doblete en los minutos 3' y 60'; el triunfador se definió por los lanzamientos de penal y el resultado de 3-4 favoreció a su club. En la segunda ronda, los erizos quedaron momentáneamente eliminados por el Santos de Guápiles al perder en penales, pero terminaron avanzando como mejor perdedor. El 20 de julio, disputaron el encuentro de ida de la tercera fase nuevamente ante los guapileños, Diego hizo una anotación al minuto 38' y su compañero Armando Alonso amplió la ventaja para el definitivo 2-0. La vuelta terminó con triunfo 1-2. En semifinales de ida y vuelta, su equipo fue derrotado por el Herediano, con marcadores de 1-2 y 3-2, respectivamente.
La primera jornada del Campeonato de Invierno 2015 se dio el 2 de agosto en el Estadio Morera Soto; los rojinegros enfrentaron al Uruguay de Coronado y Calvo asistió a Carlos Discua al minuto 84' para el tercer gol y para la primera victoria con cifras de 3-0. El futbolista no apareció en la nómina de Torres por seis juegos. El conjunto liguista logró el primer lugar de la tabla con 45 puntos y disputaron las semifinales contra Limón. La ida terminó con empate 0-0 y la vuelta acabó 3-0 a favor de su club. La final de ida se desarrolló el 20 de diciembre contra el Deportivo Saprissa y el atacante quedó en la suplencia; el resultado fue de 2-0 con derrota. Tres días después, fue el último partido de local en Alajuela y su equipo tenía la responsabilidad de revertir el marcador; sin embargo, terminó nuevamente con una pérdida 1-2. Con esto, Calvo y Alajuelense terminaron subcampeones del Invierno. El 5 de enero de 2016, se confirmó que el futbolista no sería parte del plantel tras el fin de su contrato.

### Deportivo Saprissa
Tras permanecer varios días como agente libre, el jugador firmó el contrato por un año con el Deportivo Saprissa, rival tradicional de su exequipo, el 19 de enero.
Inicialmente, a mediados del mes tuvo un acuerdo verbal con los morados hasta que se dio la negociación. El 20 de enero, fue presentado oficialmente en conferencia de prensa, junto con el otro refuerzo del club Christian Martínez. Debutó como futbolista tibaseño el 27 de enero, en el encuentro de su equipo ante Carmelita en el Estadio Ricardo Saprissa; Calvo fue recibido de buena manera por los aficionados del conjunto local e ingresó como variante por Martínez al minuto 78'. El resultado terminó 4-0 a favor de su club y se le asignó la dorsal «33». Tuvo su primera participación en la alineación titular del entrenador Carlos Watson, en el partido frente al Cartaginés en el Estadio "Fello" Meza; el jugador ejerció perfectamente su función en la ofensiva del equipo, y fue partícipe en el cuarto gol que fue aprovechado por su compañero Marvin Angulo. El marcador terminó en triunfo con cifras de goleada 1-4. El 21 de febrero enfrentó el clásico costarricense contra su anterior club en el Estadio Morera Soto. A pesar de los abucheos, insultos y cánticos del público alajuelense, el atacante fue importante en oportunidades del empuje saprissista. Sin embargo, su conjunto perdió 1-0 y salió de cambio en el segundo tiempo por Gabriel Badilla. En la jornada 11 disputada el 28 de febrero en el Estadio Ricardo Saprissa ante Liberia, Calvo asistió a Daniel Colindres para el empate momentáneo 1-1 en el minuto 31', y dos minutos después marcó su primer gol del torneo y el definitivo para la victoria 2-1. El 2 de abril, en el juego frente al Uruguay de Coronado en el Estadio El Labrador, el futbolista brindó una asistencia a Francisco Calvo en el minuto 8', quien se encarriló y anotó el tanto del triunfo 0-1. El 17 de abril, en el partido contra Alajuelense, Diego tomó ventaja de un mal despeje del guardameta rival, con el objetivo de brindar un pase a Colindres, quien finalmente consiguió el único gol de la victoria de 1-0. Al término de la etapa regular de la competencia, su club alcanzó la segunda posición de la tabla, por lo que clasificó a la ronda eliminatoria. El futbolista apareció en 20 juegos, de los cuales marcó un gol y brindó cuatro asistencias. El 30 de abril se efectuó la semifinal de ida en el Estadio Morera Soto ante Alajuelense; el atacante participó 75 minutos, fue sustituido por Ulises Segura y el marcador terminó en pérdida de 2-0. El 4 de mayo, llegó a la vuelta con la responsabilidad de revertir lo ocurrido e inicialmente fue relegado a la suplencia. No obstante, al minuto 38' entró como variante por David Ramírez, quien padeció de una lesión. El resultado finalizó de nuevo en derrota, siendo esta vez con cifras de 1-3, sumado a esto que el global fue de 1-5. Con lo obtenido en la serie, su club perdió la posibilidad de revalidar el título en el Torneo de Verano tras quedar eliminados.

#### Temporada 2016-2017
En la primera fecha del Campeonato de Invierno 2016, su equipo hizo frente al recién ascendido San Carlos, el 16 de julio en el Estadio Nacional. Sus compañeros Ulises Segura, David Guzmán y Rolando Blackburn anotaron, pero el empate de 3-3 prevaleció hasta el final del juego. A pesar de no tener participación en la pretemporada, Calvo pudo jugar en este cotejo e ingresó de cambio por Anllel Porras al minuto 62'. El 18 de agosto se inauguró la Concacaf Liga de Campeones donde su equipo, en condición de local, tuvo como adversario al Dragón de El Salvador. El futbolista no participó en este partido y el resultado culminó en triunfo con marcador abultado de 6-0. El 25 de agosto se desarrolló la segunda fecha de la competencia continental, de nuevo contra los salvadoreños, pero de visitante en el Estadio Cuscatlán. Tras los desaciertos de sus compañeros en acciones claras de gol, el resultado de 0-0 se vio reflejado al término de los 90 minutos.

### Pérez Zeledón
Su escasa participación con el equipo saprissista en el Invierno, donde su aporte al club morado fue casi nulo con solo 72 minutos de los 990' posibles y donde Diego solo sumó el 7% del total, la directiva tibaseña anunció oficialmente el 13 de septiembre la cesión de Calvo con el Pérez Zeledón, por lo que resta de la competencia con el objetivo de retomar el ritmo. La incorporación del futbolista con los generaleños se debió además de la necesidad del conjunto por la contratación de un volante ofensivo, característica que posee Diego. Debutó en la jornada 12, en el inicio de la segunda vuelta del torneo, donde su equipo tuvo como el adversario a Herediano, en el Estadio Municipal. En esa oportunidad emprendió desde la suplencia e ingresó de cambio por Jorge Gatgens al minuto 56'. El resultado concluyó igualado a dos tantos. El 9 de octubre marcó su primer gol, ante su anterior club el Alajuelense, para el empate de 1-1 definitivo. Al término de la fase de clasificación, los generaleños alcanzaron el octavo lugar con 24 puntos. Por otro lado, Calvo tuvo 12 apariciones y solo registró una anotación, para un acumulado de 920 minutos disputados. Poco después finalizó su ligamen de préstamo y su contrato con Saprissa expiró, por lo que quedó en condición de libre.

### C.S. Cartaginés
El 7 de diciembre de 2016, se realizó la presentación oficial del jugador con el Cartaginés, club al que se unió por un año. Sin embargo, el 5 de enero de 2017 quedó fuera del equipo, informado mediante un comunicado de prensa de los brumosos.

### Pérez Zeledón
Habiendo estado en condición de libre nuevamente, el 18 de enero de 2017 se confirmó su regreso al Pérez Zeledón. Debutó ese mismo día, por la jornada 3 del Campeonato de Verano ante Belén, en el Estadio Municipal. En esa oportunidad, entró de relevo por Fabián Garita al minuto 73', utilizó la dorsal «11» y el marcador fue con victoria de 2-1. Al término de la fase de clasificación, su equipo se adjudicó el quinto puesto con 34 puntos, pero no logró avanzar a la última ronda del certamen. El jugador, por su parte, tuvo 15 presencias y contabilizó 881 minutos disputados. El 23 de mayo quedó fuera de la institución a través de un comunicado de prensa.

### Real Monarchs

#### Temporada 2017
El 9 de agosto de 2017, se hizo formal su presentación en el Real Monarchs de la United Soccer League, el tercer nivel de liga del país estadounidense. Firmó el contrato por un año y seis meses con el equipo. Su debut en el torneo local se dio el 2 de septiembre, en el duelo de local frente a San Antonio, en el Rio Tinto Stadium. Calvo entró de cambio por el colombiano Sebastián Velásquez al minuto 78' y el marcador concluyó en derrota por 1-2. Consiguió un total de seis presencias y el 20 de octubre su club quedó eliminado, por la primera ronda de conferencia ante Sacramento Republic, mediante la definición en penales con cifras de 1-3. El 30 de noviembre, Diego fue rescindido de su contrato.

### Jicaral Sercoba

#### Temporada 2017-2018
El 10 de enero de 2018, Calvo fue oficializado como nuevo refuerzo de Jicaral Sercoba en la Segunda División.

## Selección costarricense

### Categorías inferiores

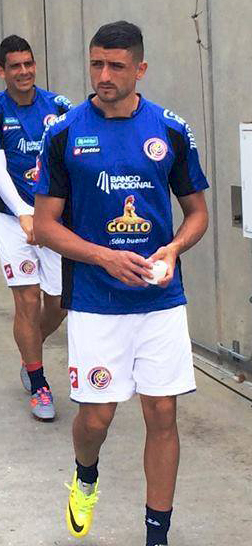
Diego Calvo con la selección costarricense en 2014.

El 23 de noviembre de 2010, Calvo fue titular con la selección costarricense en el juego contra Nicaragua, por la clasificación hacia el campeonato sub-20 de la Concacaf del año siguiente; el resultado terminó 4-0 a favor de su país. Dos días después, se disputó el segundo encuentro en el Estadio Agustín Muquita Sánchez frente a Panamá, Diego participó los 90 minutos en la pérdida de 1-0. Su selección jugó los partidos de repechaje ante El Salvador en diciembre, y terminaron con triunfos de 0-3 y 3-0.
El Campeonato Sub-20 de la Concacaf inició el 30 de marzo de 2011 en el Estadio Cementos Progreso de Guatemala; la escuadra Tricolor quedó ubicada en el grupo C, compartido con Canadá y Guadalupe. El atacante fue alineado de titular en ambos cotejos, los marcadores fueron de victorias con cifras de 3-0, por lo que los Ticos ganaron esta fase de forma invicta. Los cuartos de final del campeonato se llevaron a cabo en el Estadio Mateo Flores el 5 de abril, su país enfrentó a Cuba y ganaron exitosamente con goleada de 6-1. En el mismo escenario deportivo se realizaron las semifinales, y los costarricenses disputaron esta serie frente a los anfitriones guatemaltecos; el resultado acabó 2-1, con goles de sus compañeros Mynor Escoe y Deyver Vega. La final se decidió contra México, el futbolista entró como variante por Rafael Chávez al minuto 45' y su país perdió 1-3. Aunque la última instancia fue de derrota, Costa Rica clasificó al Mundial de Colombia de 2011.
El seleccionador Ronald González convocó a los futbolistas que participarían en los últimos dos juegos amistosos previos al mundial, que se disputaron ante Egipto. El primero de ellos se efectuó en el Estadio "Fello" Meza de Cartago a mediados de julio, Calvo estuvo por 73 minutos y fue reemplazado por Jonathan Moya; el resultado terminó en empate a una anotación. Por último, el segundo cotejo se realizó en el Estadio Nacional y el futbolista salió de cambio al minuto 75' por Joshua Díaz. Sin embargo, el juego finalizó 0-1 a favor de los egipcios.

#### Copa Mundial Sub-20 de 2011
La escuadra costarricense fue sorteada en el grupo C, con España, Ecuador y Australia. El primer partido de los Ticos se desarrolló el 31 de julio de 2011 contra los españoles; Diego apareció por 59 minutos y su selección perdió 1-4. Posteriormente, Calvo entró como sustitución por Bryan Vega al minuto 61' en el encuentro frente a los australianos, en el Estadio Palogrande de Colombia; el marcador final fue de 2-3 a favor de su país. El tercer cotejo de esta fase se dio ante el conjunto ecuatoriano el 6 de agosto, pero Costa Rica fue nuevamente derrotada, con cifras de 3-0. A pesar de los resultados obtenidos en esta etapa, los costarricenses clasificaron entre los mejores terceros a los octavos de final. El 9 de agosto se realizó esta instancia en el Estadio Nemesio Camacho El Campín en Bogotá, frente al país local Colombia. Diego quedó en la suplencia y la Sele sufrió una pérdida de 3-2, por lo que quedaron eliminados.
| Mundial                     | Sede     | Resultado        |
| --------------------------- | -------- | ---------------- |
| Copa Mundial Sub-20 de 2011 | Colombia | Octavos de final |

### Selección absoluta

#### Eliminatorias del Mundial 2014
El entrenador Jorge Luis Pinto convocó por primera vez a Diego Calvo para enfrentar las Eliminatorias hacia Brasil 2014 con su selección. Debutó como internacional absoluto en la cuarta ronda o hexagonal final el 22 de marzo de 2013, en el Dick's Sporting Goods Park de Commerce City en Colorado. Los costarricenses jugaron contra Estados Unidos bajo condiciones no aptas, debido a la intensa nevada en esa ciudad; el futbolista entró como variante por Bryan Oviedo al minuto 72'. Sin embargo, el resultado definitivo fue de 1-0, con derrota. El delantero disputó su siguiente encuentro el 26 de marzo, de local en el Estadio Nacional. Llegó de sustitución por Osvaldo Rodríguez en el segundo tiempo y marcó su primer gol como internacional al minuto 82', para la victoria 2-0 frente a Jamaica. Ingresó de sustitución en los siguientes juegos y en oportunidades quedaba en el banquillo. El 10 de septiembre, se confirmó oficialmente la clasificación de los costarricenses al mundial.
El 19 de noviembre de ese año, se llevó a cabo el partido amistoso contra la selección australiana en el Sydney Football Stadium. El jugador salió de cambio por Kenny Cunningham y su país perdió 1-0. Posteriormente, se desarrolló el último cotejo amistoso en suelo costarricense ante Paraguay el 5 de marzo de 2014, Diego entró por Marco Ureña al minuto 58' en la victoria 2-1. El 12 de mayo, Pinto lo incluyó en la convocatoria preliminar con miras a la Copa Mundial de Fútbol de 2014. Finalmente, Calvo fue incluido en la nómina definitiva de 23 jugadores el 30 de mayo. El 2 de junio, se dio uno de los dos últimos amistosos previos al mundial, el atacante quedó en la suplencia en el juego frente a Japón, el cual terminaría en derrota 1-3. Cuatro días después, su selección enfrentó a Irlanda en el PPL Park de Estados Unidos; Calvo participó 4 minutos en el empate a un gol.

#### Mundial 2014

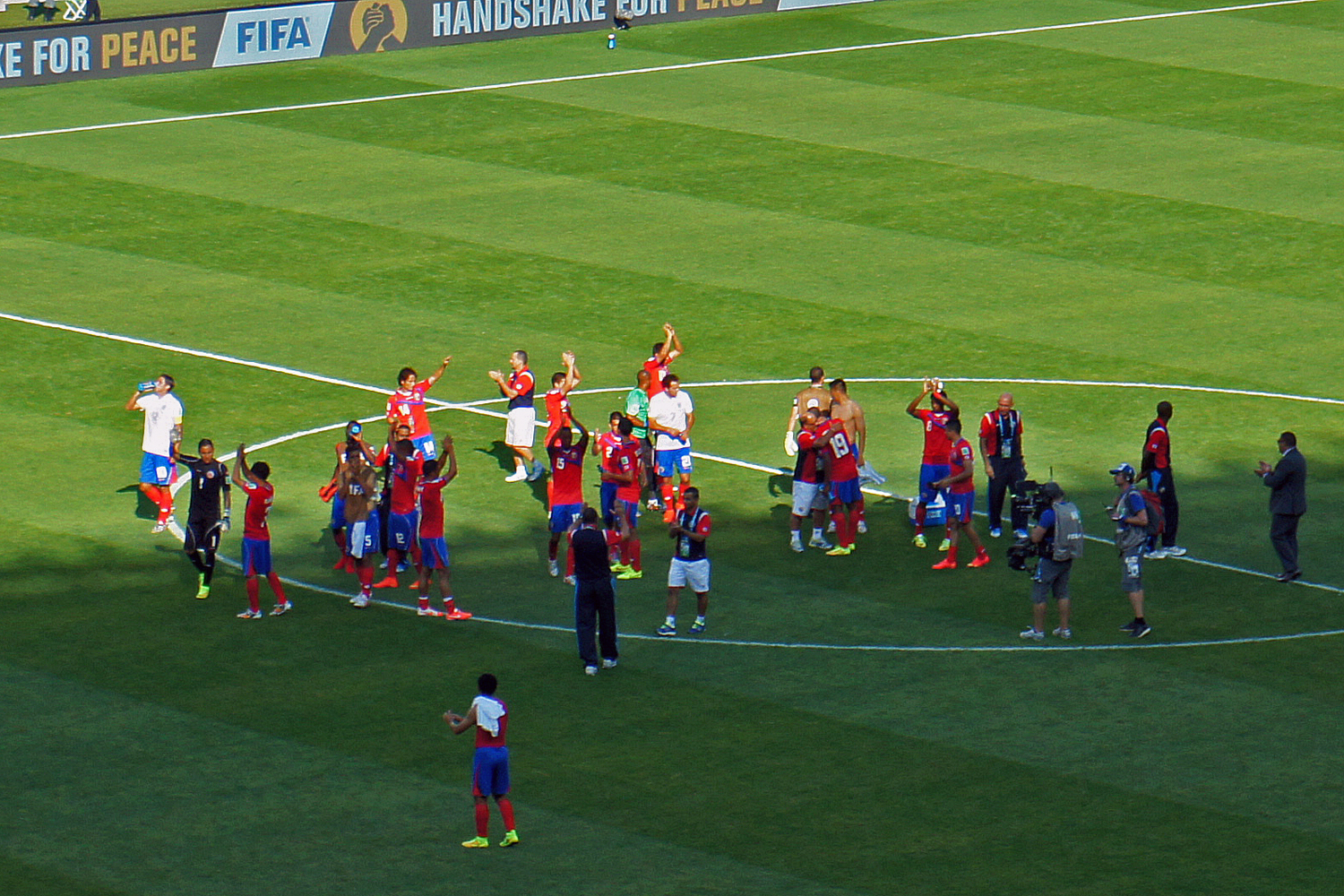
Calvo y su selección celebrando el pase a los octavos de final del mundial en 2014, de forma invicta.

La Selección de Costa Rica se concentró en la ciudad de Santos de cara a la Copa Mundial de 2014. En esta competición, Calvo quedó en la suplencia en todos los partidos disputados. Anteriormente, su país fue ubicado en el grupo D con Uruguay, Italia e Inglaterra, siendo considerado el «Grupo de la Muerte». El encuentro de debut de la Sele se dio el 14 de junio en el Estadio Castelão en Fortaleza. A pesar de empezar perdiendo contra los uruguayos, los Ticos revirtieron el marcador y sus compañeros Joel Campbell, Óscar Duarte y Marco Ureña marcaron los goles para la victoria de 1-3. Seis días después, se dio el segundo juego ante la escuadra italiana y Bryan Ruiz hizo el único tanto para el triunfo 0-1. El último partido de la fase de grupos fue el 24 de junio frente a los ingleses; cotejo que finalizó en empate 0-0. Con estos resultados, el conjunto costarricense avanzó a la siguiente ronda y quedó de líder con 7 puntos. En la Arena Pernambuco se disputaron los octavos de final contra Grecia; tras un empate 1-1, se determinó el ganador a través de los lanzamientos de penal; el marcador fue de 5-3 a favor de su país. Los cuartos de final se dieron ante Países Bajos el 5 de julio; nuevamente se dio un empate y el ganador se conoció mediante los penales, en esta ocasión triunfaron los neerlandeses 4-3. De esta manera, terminó la participación mundialista de la Sele, saliendo invictos del torneo.
| Mundial              | Sede   | Resultado        |
| -------------------- | ------ | ---------------- |
| Copa Mundial de 2014 | Brasil | Cuartos de final |

El 2 de mayo de 2016, el entrenador de la selección costarricense Óscar Ramírez, anunció la lista preliminar de 40 futbolistas que fueron considerados para la Copa América Centenario, y Diego regresó a una nómina de su país después de dos años de ausencia. Sin embargo, el 16 de mayo se confirmó la nómina definitiva que viajará a Estados Unidos, país organizador del evento, en la cual Calvo quedó descartado.

## Estilo de juego
Calvo dentro del terreno de juego es oportunista, versátil y con buena técnica individual, además de su excelente conducción del balón. Es naturalmente diestro, pero puede rematar y brindar pases con ambos pies. A pesar de no ser un goleador frecuente, suele aparecer con asistencias hacia sus compañeros, debido a su visión del campo. Diego es rápido, ágil y hace que su equipo se desplace en la ofensiva. Se caracteriza por su polifuncionalidad, ya que puede desempeñarse como extremo, tanto en la banda izquierda como en la derecha; también realiza labores secundarias como un «falso contención».

## Estadísticas

### Clubes

#### Resumen estadístico detallado por competencia
| Club                     | País           | Año         |
| ------------------------ | -------------- | ----------- |
| L.D. Alajuelense         | Costa Rica     | 2010 - 2013 |
| Vålerenga Oslo IF        | Noruega        | 2013 - 2014 |
| IFK Göteborg (Préstamo)  | Suecia         | 2014        |
| Vålerenga Oslo IF        | Noruega        | 2014 - 2015 |
| L.D. Alajuelense         | Costa Rica     | 2015        |
| Deportivo Saprissa       | Costa Rica     | 2016        |
| Pérez Zeledón (Préstamo) | Costa Rica     | 2016        |
| C.S. Cartaginés          | Costa Rica     | 2016 - 2017 |
| Pérez Zeledón            | Costa Rica     | 2017        |
| Real Monarchs            | Estados Unidos | 2017        |
| Jicaral Sercoba          | Costa Rica     | 2018        |
| Puntarenas F.C.          | Costa Rica     | 2018 - 2019 |
| CF Intercity             | España         | 2019        |

| Torneo                         | Partidos | Goles |
| ------------------------------ | -------- | ----- |
| Primera División de Costa Rica | 135      | 8     |
| Tippeligaen                    | 34       | 1     |
| Allsvenskan                    | 3        | 0     |
| Allsvenskan Sub-21             | 5        | 2     |
| United Soccer League           | 6        | 0     |
| Segunda División de Costa Rica |          |       |
| Supercopa de Costa Rica        | 1        | 0     |
| Torneo de Copa                 | 3        | 3     |
| Norgesmesterskapet             | 6        | 3     |
| Svenska Cupen                  | 1        | 2     |
| Concacaf Liga de Campeones     | 7        | 1     |
| Total                          | 201      | 20    |

#### Resumen según posiciones obtenidas a nivel club
Liga Deportiva Alajuelense
| Temporada | Torneo de Invierno | Torneo de Verano | Supercopa de Costa Rica | Torneo de Copa  | Liga de Campeones |
| --------- | ------------------ | ---------------- | ----------------------- | --------------- | ----------------- |
| 2010-2011 | Campeón            | Campeón          | -                       | -               | -                 |
| 2011-2012 | Campeón            | 5.º lugar        | -                       | -               | Fase de grupos    |
| 2012-2013 | Campeón            | No en el equipo  | Campeón                 | -               | Fase de grupos    |
| 2014-2015 | No en el equipo    | Subcampeón       | -                       | No en el equipo | Semifinales       |
| 2015-2016 | Subcampeón         | No en el equipo  | -                       | Semifinales     | -                 |

- Diego Calvo salió de Alajuelense en la segunda mitad de la temporada 2012-2013, por lo que no terminó el Campeonato de Verano. De igual manera en el periodo de 2014-2015; el jugador no disputó el Invierno 2014 debido a su situación en otro club, pero llegó al conjunto rojinegro a partir de febrero de 2015.

Vålerenga Fotball
| Temporada | Tippeligaen | Copa de Noruega  |
| --------- | ----------- | ---------------- |
| 2013      | 11.º lugar  | Cuartos de final |
| 2014      | 6.º lugar   | Cuarta ronda     |

IFK Göteborg
| Temporada | Allsvenskan | Copa de Suecia  |
| --------- | ----------- | --------------- |
| 2014      | Subcampeón  | No en el equipo |

- El atacante participó en este equipo por cesión hasta noviembre de 2014, y solamente jugó la segunda ronda de la Copa pero no completó la competición, la cual el IFK Göteborg salió campeón.

Deportivo Saprissa
| Temporada | Torneo de Invierno | Torneo de Verano | Torneo de Copa  | Liga de Campeones |
| --------- | ------------------ | ---------------- | --------------- | ----------------- |
| 2015-2016 | No en el equipo    | Semifinales      | No en el equipo | No en el equipo   |

- El futbolista no estuvo presente en la primera etapa de la temporada 2015-2016, específicamente en las competencias del Torneo de Copa y el Campeonato de Invierno, debido a que formó parte de otro club.

Pérez Zeledón
| Temporada | Torneo de Invierno | Torneo de Verano |
| --------- | ------------------ | ---------------- |
| 2016-2017 | 8.º lugar          | 5.º lugar        |

- El jugador, en la primera vuelta del Campeonato de Invierno 2016, formó parte del Deportivo Saprissa, pero salió como cedido al Pérez Zeledón.

Real Monarchs
| Temporada | United Soccer League         |
| --------- | ---------------------------- |
| 2017      | Primera ronda de conferencia |

### Goles internacionales
| Núm. | Fecha               | Lugar                        | Rival   | Gol | Resultado | Competición                |
| ---- | ------------------- | ---------------------------- | ------- | --- | --------- | -------------------------- |
| 1    | 26 de marzo de 2013 | Estadio Nacional, Costa Rica | Jamaica | 2-0 | 2-0       | Clasificación Mundial 2014 |

## Palmarés

### Títulos nacionales
| Título                         | Club            | País       | Año  |
| ------------------------------ | --------------- | ---------- | ---- |
| Primera División de Costa Rica | L.D Alajuelense | Costa Rica | 2010 |
| Primera División de Costa Rica | L.D Alajuelense | Costa Rica | 2011 |
| Primera División de Costa Rica | L.D Alajuelense | Costa Rica | 2011 |
| Supercopa de Costa Rica        | L.D Alajuelense | Costa Rica | 2012 |
| Primera División de Costa Rica | L.D Alajuelense | Costa Rica | 2012 |